# Falkenlay (Naturschutzgebiet)
Koordinaten: 50° 4′ 57″ N, 7° 1′ 19″ O
Falkenlay ist ein Naturschutzgebiet im Landkreis Cochem-Zell in Rheinland-Pfalz. Das etwa 9 ha große Gebiet liegt südlich des Ortsteils Kennfus in der Ortsgemeinde Bad Bertrich beim 413,7 Meter hohen Berg Falkenlay in der Eifel.
Die Geo-Route Bad Bertrich führt von unterhalb der sogenannten Steinzeithöhlen (nachgewiesene Besiedlung in der Steinzeit) am Abhang des Falkenlay vorbei. Auf dem Berg steht ein kleiner Aussichtsturm gleichen Namens mit weitem Ausblick ins Üßbachtal und Blick zum Aussichtsturm auf der Entersburg.

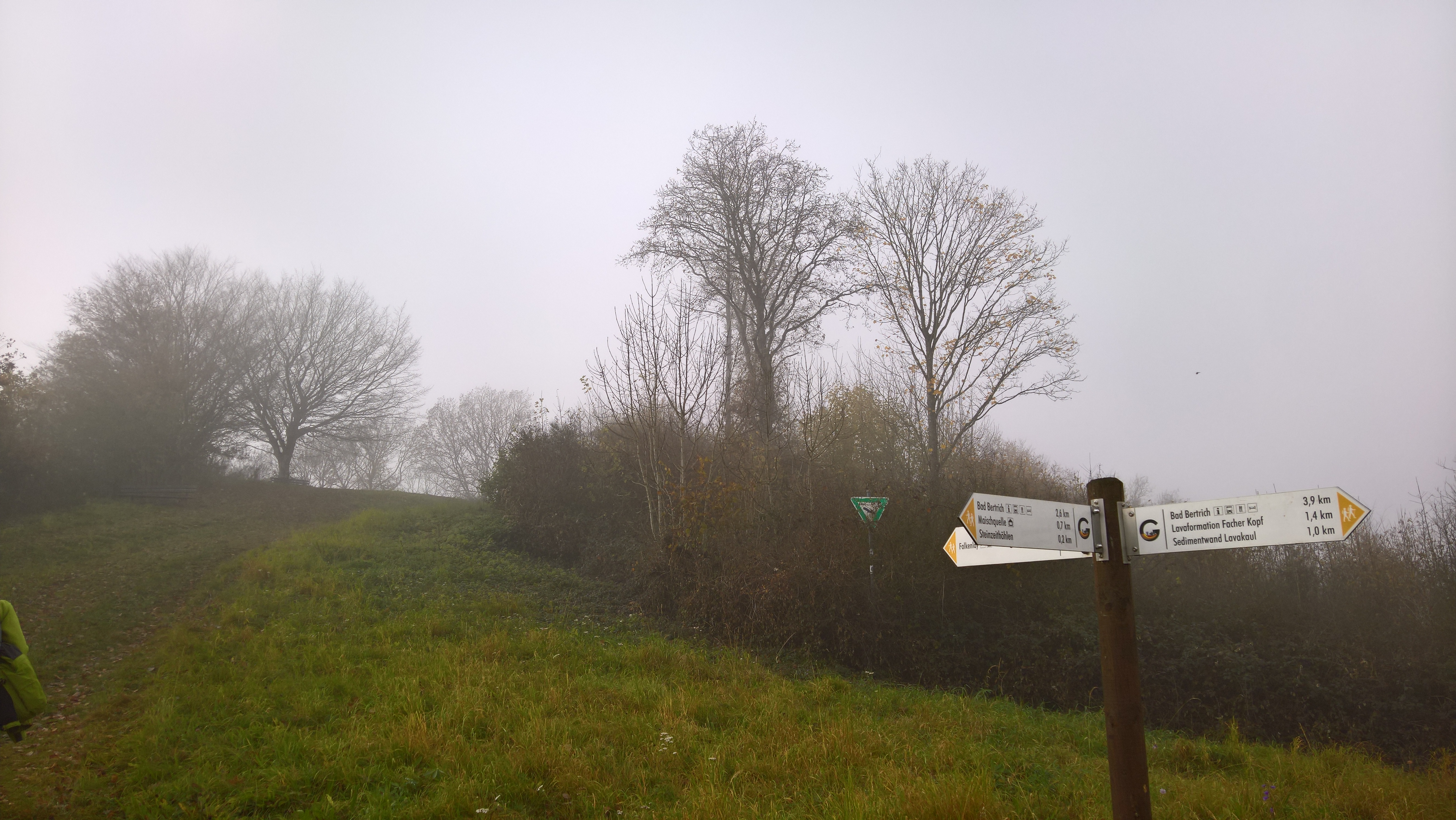
Blick zur Bergspitze des NSG (Plateauseite nach Nordosten)
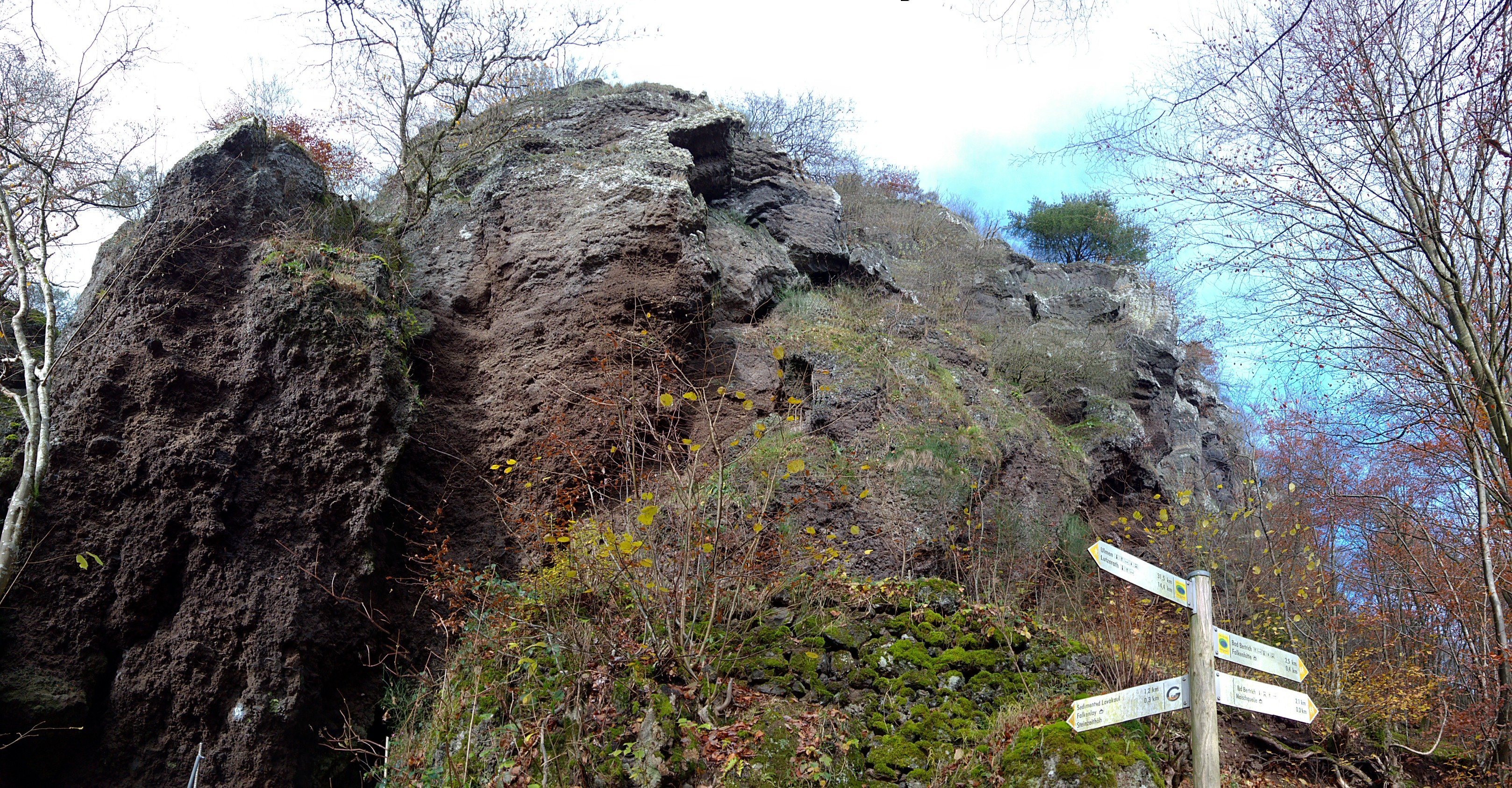
Der Falkenlay am Abhang zum Üßbachtal
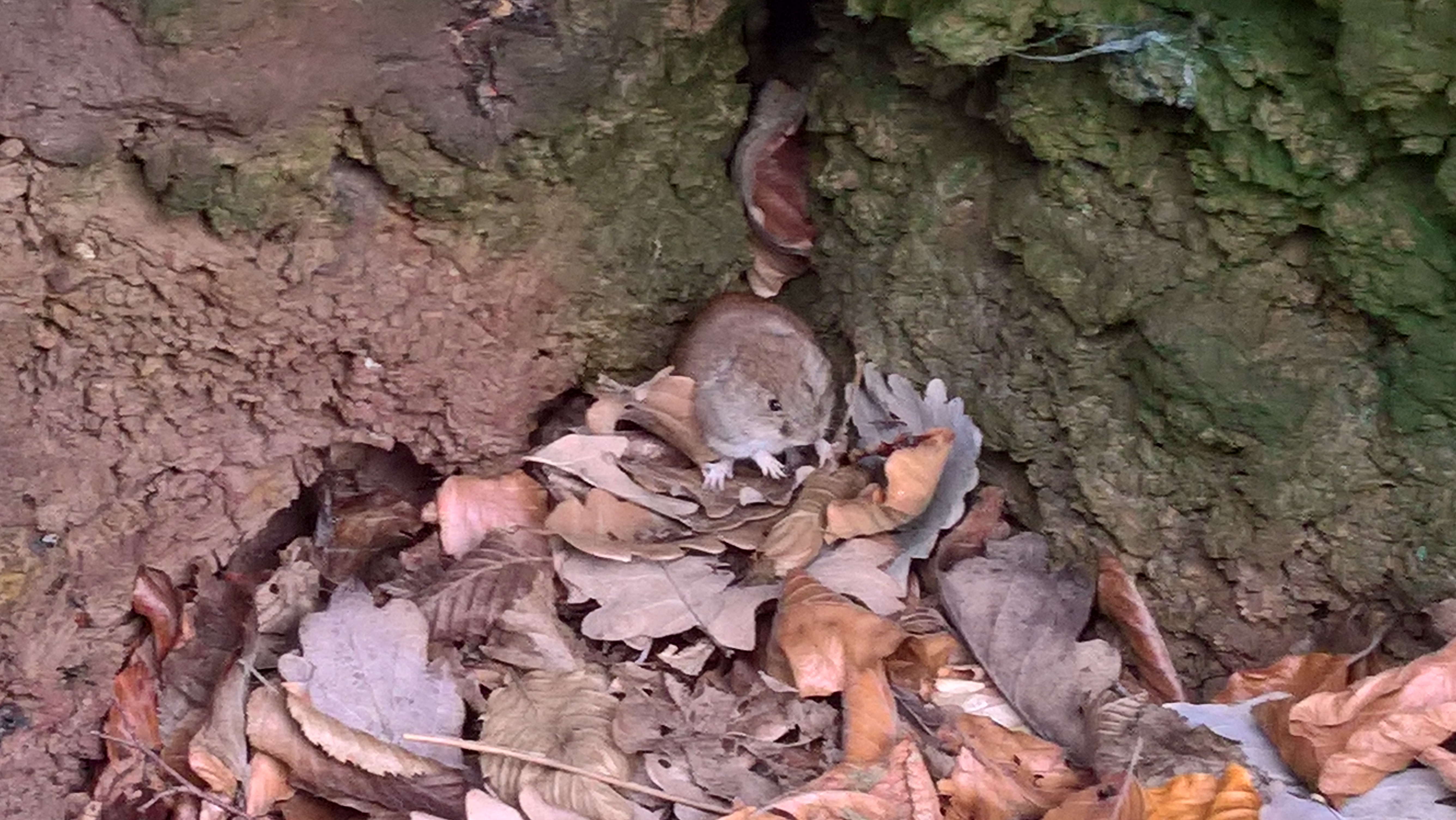
Heutige NSG Bewohner
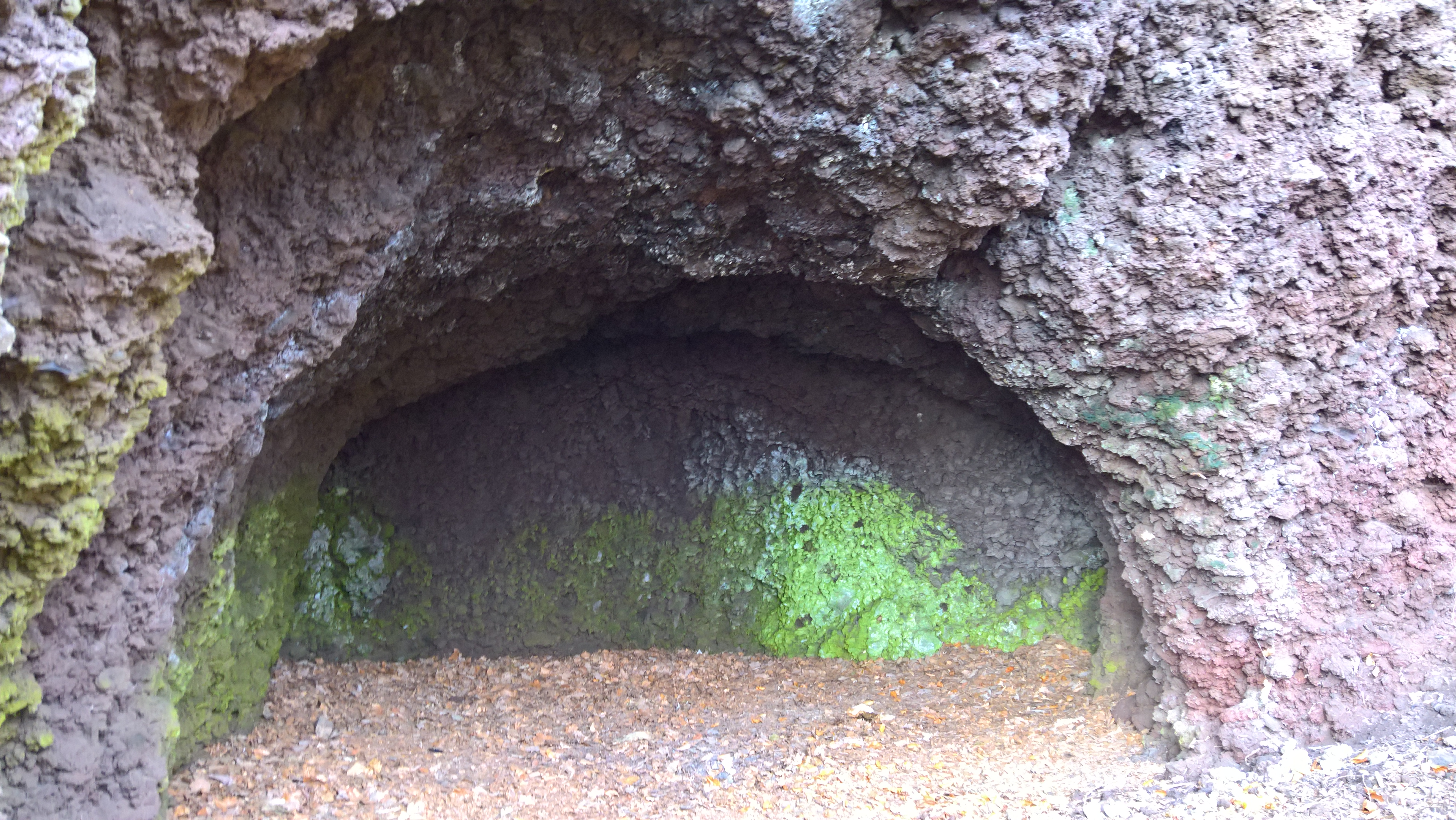
Eine der Höhlen am Hang des Berges